# Sapiranga
Sapiranga es un municipio brasileño del estado de Rio Grande do Sul.
Se encuentra ubicado a una latitud de  Sur y una longitud de Oeste, estando a una altitud de  metros sobre el nivel del mar. Su población estimada para el año 2003 era de 74.930 habitantes.
Ocupa una superficie de 137,5 km².
- Datos: Q983717
- Multimedia: Sapiranga / Q983717

1. ↑  Worldpostalcodes.org,código postal n.º 93800-000.